# Antoine de Challant
Antoine de Challant, né vers 1350 et mort le 4 septembre 1418, est un cardinal du XIVe siècle, appartenant à la maison de Challant.

## Biographie

### Origines
Antoine de Challant (Antonius de Chalanco, parfois de Chalant) semble naître vers 1350,. Il est le fils d'Aymon II de Challant, seigneur d'Ussel et de Fénis en Vallée d'Aoste, et de Catherine Provana de Leyni,. Il a pour frère Guillaume de Challant (v.1350-1431), évêque de Lausanne (1406-1431),,, et Boniface, futur maréchal de Savoie.
L'abbé et historien Joseph-Marie Henry indique que son enfance se passe notamment dans les châteaux de Fénis et d'Aymavilles.

### Carrière religieuse
Il est ordonné prêtre. Il étudie la jurisprudence et il reçoit le titre de docteur. Il devient docteur en droit canon à Orléans.
Il est grand archidiacre de Chartres entre 1394 et 1408. Il devient chancelier de Lausanne.
Il est présent à la cour pontificale d'Avignon, sous le règne de Clément VII, avant de rejoindre celle du comte de Savoie Amédée VIII. Il obtient la haute charge de Chancelier de Savoie, le 29 novembre 1402. Le 30 juin 1404, il cède la charge à son frère, Guillaume. Il est membre du conseil comtal et devient procurateur pour les négociations par lettre patente du 26 janvier 1403.
D'abord prieur commendataire de Sainte-Marie de Payerne, il devient abbé commendataire de Saint-Michel-de-la-Cluse de 1411 à 1418, par renonciation de son frère Guillaume.

### Épiscopat
Vallery-Radot (2016) indique qu'il est fait archevêque de Tarentaise, le 6 janvier 1404. Les auteurs plus anciens indiquent que le 9 mai, il est fait « administrateur apostolique de l'Église de Tarentaise et le 3 août », il devient archevêque,. Le 9 mai, l'antipape Benoît XIII le fait cardinal-diacre du titre de Sainte-Marie in Via Lata. Cette nomination est interprétée comme un geste du pape envers le comte de Savoie qui lui est resté fidèle et l'intérêt ce soutien perdure.
Il est peu présent dans son diocèse. Jacques Lovie résume cette situation par la citation suivante « Antoine de Challant, cardinal (1404-1418), perpétue la tradition des grands prélats diplomates, donc absents ».
Il abandonne l'obédience de l'antipape et est déchu de son cardinalat le 21 octobre 1408 qui lui est restitué en 1409 par l'antipape Alexandre V. En 1410 il passe à l'obédience de Jean XXIII lui donne le titre de Sainte Cécile en 1412. Il l'envoie d'ailleurs au concile de Constance en 1414-1418. Antoine de Challant avait participé au concile de Pise en 1409, à celui de Bologne en 1410 et au concile de Constance en 1417. Enfin il participe au conclave de 1417 qui élit le Pape Martin V.

### Mort et succession
En 1418, il accompagne Martin V de Rome à Lausanne et meurt de la peste en route au château de Bulle le 4 septembre 1418,. Vallery-Radot donne la date du le 13 septembre, qui correspondrait à celle de l'inhumation, dans la cathédrale de Lausanne.
Jean de Bertrand, son neveu et proche de Martin V, est nommé à sa succession.